# Mi vida
Albums de Kendji Girac
Amigo
(2018) L'École de la vie
(2022)
Singles
1. Habibi
Sortie : 12 juin 2020
2. Dernier Métro (avec Gims)
Sortie : 28 août 2020
3. Évidemment
Sortie : 17 décembre 2020
4. Bebeto (avec Soolking)
Sortie : 30 mars 2021
5. Dans mes bras (avec Dadju)
Sortie : 23 septembre 2021
6. Conquistador
Sortie : 9 décembre 2021

Mi vida est le quatrième album studio de Kendji Girac, sorti le 9 octobre 2020.

## Liste des titres
Toute la musique est composée par Renaud Rebillaud.
| 1.    | Habibi                     | Slimane                       | 3:33 |
| 2.    | Dernier Métro (avec Gims)  | Kendji Girac, Gims, Vitaa     | 3:43 |
| 3.    | Évidemment                 | Vianney                       | 3:57 |
| 4.    | Conquistador               | Kendji Girac, Slimane         | 3:42 |
| 5.    | Dans mes bras (avec Dadju) | Kendji Girac, Dadju           | 3:16 |
| 6.    | Yelele                     | Gims, Vitaa                   | 3:18 |
| 7.    | La magicienne              | Slimane                       | 3:35 |
| 8.    | Bebeto (avec Soolking)     | Kendji Girac, Soolking, Vitaa | 3:25 |
| 9.    | Andale                     | Kendji Girac, Vitaa, Gims     | 3:13 |
| 10.   | Reggaeton                  | Kendji Girac, Vitaa, Gims     | 3:07 |
| 11.   | Oh ! prends mon âme        | Hector Arnéra                 | 4:08 |
| 38:57 |                            |                               |      |

## Clips vidéo
- Habibi : 2 juillet 2020
- Dernier Métro (avec Gims) : 15 octobre 2020
- Évidemment : 1er février 2021
- Bebeto (avec Soolking) : 30 mars 2021
- Dans mes bras (avec Dadju) : 23 septembre 2021
- Conquistador : 9 décembre 2021

## Classements et certifications
| Classement (2020)            | Meilleure position |
| ---------------------------- | ------------------ |
| Belgique (Flandre Ultratop)  | 83                 |
| Belgique (Wallonie Ultratop) | 1                  |
| France (SNEP)                | 2                  |
| France (SNEP Physique)       | 1                  |
| France (SNEP Ventes)         | 1                  |
| Suisse (Schweizer Hitparade) | 5                  |
| Suisse (Charts Romandie)     | 1                  |

| Classement (2020)            | Position |
| ---------------------------- | -------- |
| Belgique (Wallonie Ultratop) | 25       |

### Certifications
| Pays                                                                       | Certification | Ventes certifiées |
| -------------------------------------------------------------------------- | ------------- | ----------------- |
| France (SNEP)                                                              | 3 × Platine   | 300 000‡          |
| xNon précisé par la certification ‡ventes/streaming selon la certification |               |                   |

## Historique de sortie
| Pays   | Date             | Format                       | Label          | Réf.   |
| ------ | ---------------- | ---------------------------- | -------------- | ------ |
| Divers | 9 octobre 2020   | - Téléchargement - streaming | Island Def Jam | [ 3 ]  |
| France | 9 octobre 2020   | CD                           | Island Def Jam | [ 11 ] |
| France | 20 novembre 2020 | LP                           | Island Def Jam | [ 3 ]  |
| France | 4 décembre 2020  | LP                           | Island Def Jam | [ 12 ] |